# Толенгит
Толенги́т, туленгу́т (каз. төлеңгіт) — один из родов, составляющих казахский народ, состоял на службе у ханов и султанов. Не входит ни в один из трёх казахских жузов. В казахском государстве был особой кастой и надёжной опорой ханской власти.

## Этноним
Этноним толенгит (тюленгут, теленгет, толенгут) был заимствован казахами у ойрат-калмыков и связан с названием ойратского рода теленгут (долонгут). Название теленгут в свою очередь происходит от древних этнонимов теле и доланьгэ. Как показал Дж. Гамильтон, слово «теле» является китайской транскрипцией древнемонгольского слова «тегрег» — «телега, повозка». Форма этнонима долонгут связана с монгольским числительным долоон (семь).

## История
Толенгиты в составе казахов входят в число родов, связанных своим происхождением с джунгарами и калмыками. Считается, что толенгиты — каста бывших джунгарских (калмыцких) военнопленных, из которых образовывались ханская дружина, телохранители и придворная прислуга. Известно, что толенгиты Кенесары перешли к нему от его деда Аблай-хана и в основном состояли из калмыков.
По сведениям Шакарима Кудайбердиева, дальними предками толенгитов (туленгут) являются алтайские горные калмыки, что обитали на озере Толет (Тулет). Как писал Шакарим: «казахи же говорят, что толенгиты — рабы прародителя аргынов в Среднем жузе — Даирходжи», сына Кодан-тайши. По мнению Шакарима, они — пленные калмыки времён битв казахов с калмыками. Судя по словам Абулгази, под словом толенгит подразумевали как ойрат-калмыков, так и ханских толенгитов.
Согласно М. А. Сарсембаеву, попавшие в казахский плен джунгары стали рабами. Затем часть из них, представленная воинами, заняла отдельную социальную нишу, которая называлась туленгутами. В XVIII веке туленгуты преимущественно были военными слугами султанов и хана. В XIX веке они продолжали относиться к числу зависимых от султанов людей.
Если в XVIII веке туленгуты могли быть только при представителях «белой кости» — султанах и ханах, то в XIX веке право иметь туленгутов постепенно распространялось на «черную кость» — биев и старшин. В XIX веке была образована туленгутская волость на землях Среднего жуза.

### Права и обязанности
Как пишет М. А. Сарсембаев: «можно утверждать, что туленгуты крепостными не были». Они были исполнительным аппаратом при хане или султане. Они обеспечивали работу организационно-правового механизма исполнительной власти в кочевом государстве. Туленгуты выступали в роли ханских нукеров, личных телохранителей, ханской гвардии, исполнителей решений судебно-исполнительной власти, дипломатических порученцев, сборщиков налогов.

## Расселение
В настоящее время, преимущественно проживают на территориях Северо-Западного Казахстана, Юго-Восточной части Европейской части Российской Федерации.

## Численность
Численность торе с толенгитами в начале XX века составляла 53 000 человек.

## Уран и тамга
Уран рода Толенгит идентичен урану рода Торе — Архар. Тамга также идентична тамге Торе.

## Представители
- Джарас Ходжамуратулы Азербаев
- Алимкулов, Такен
- Байбек (батыр)
- Елекеев, Ирак Касымович
- Кажгалиев, Тлес Шамгонович
- Кажгалиев, Шамгон Сагиддинович
- Мендешев, Сейткали
- Нурпеисова, Дина
- Сериккали, Зейнолла
- Араб Махич Габбасов
- Халел Ахметжанулы Габбасов
- Магауов, Асет Маратович